# Basofil granulocyt

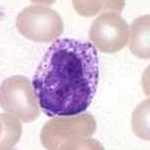
Basofila granulocyter

Basofil granulocyt är en vit blodkropp. Dess funktion är att bilda och transportera histamin och heparin. Eftersom nästan allt histamin kommer från de basofila granulocyterna så kan histaminmängden användas som ett mått på mängden basofila blodkroppar. Till skillnad från de andra vita blodkropparna drar den till sig basiska ämnen och heter därför basofil. Den har en lobulerad kärna (formen på kärnan gör att det ser ut som två stycken) och grova granula. Den utgör mindre än 1 % av de vita blodkropparna i blodet hos friska personer. Är antalet basofila blodceller extremt lågt kan det vara ett tecken på leukemi. Ökat antal basofiler kan vara ett tecken på astma eller allergi. 